# Марківці (Шепетівський район)
Ма́рківці — село в Україні, у Ленковецькій сільській територіальній громаді Шепетівського району Хмельницької області. Населення становить 136 осіб.

## Історія
У 1906 році село Сульжинської волості Ізяславського повіту Волинської губернії. Відстань від повітового міста 19 верст, від волості 8. Дворів 114, мешканців 550.
7 (20) листопада 1917 року, відповідно до Третього Універсалу Української Центральної Ради, увійшло до складу Української Народної Республіки.